# Dr. Atl
Gerardo Murillo Cornado (Guadalajara, 3 ottobre 1875 – Città del Messico, 15 agosto 1964) è stato un pittore e scrittore messicano.

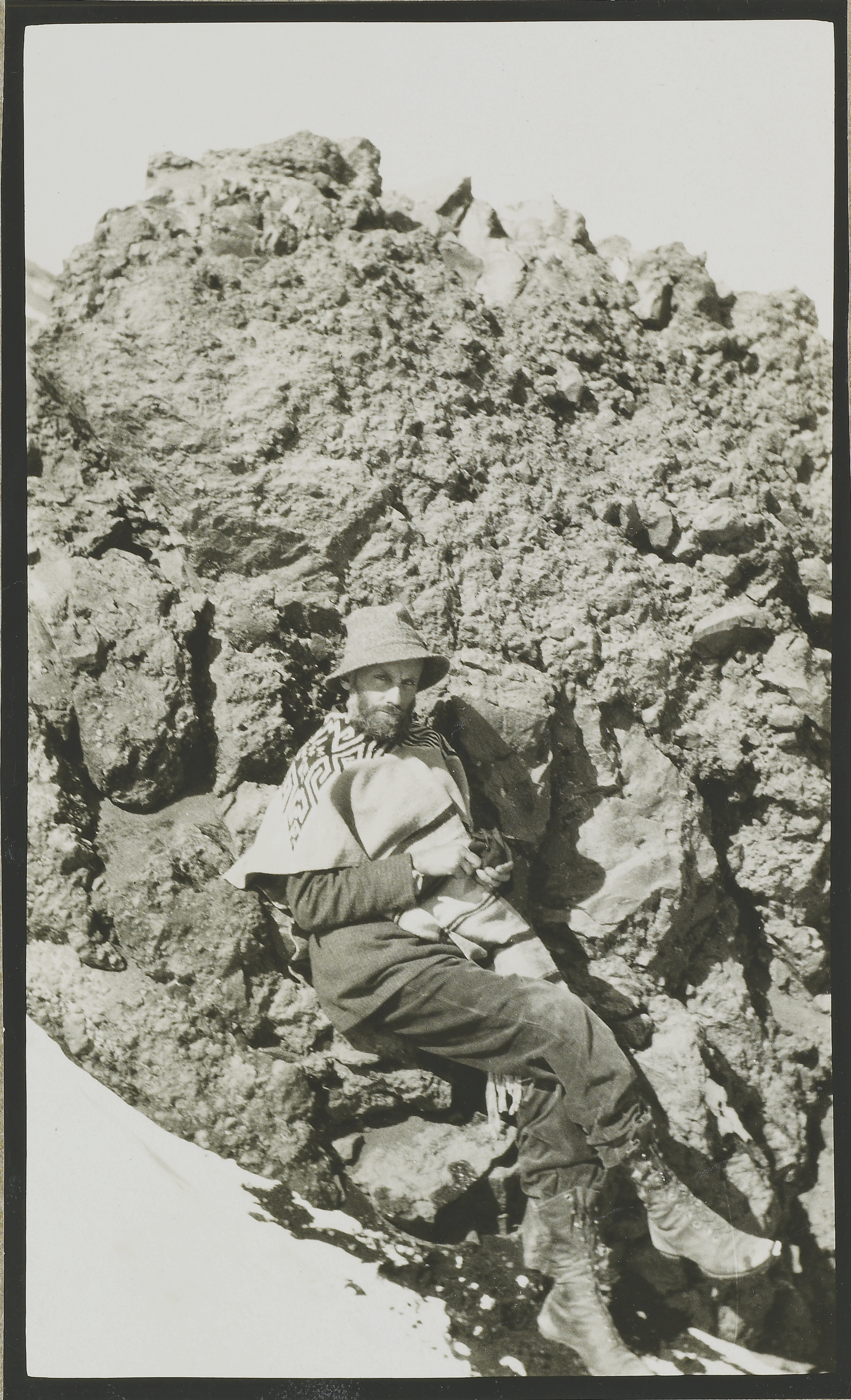
Dr. Atl nel 1921.

Si firmava con la sigla  "Dr. Atl". Studiò pittura da giovane e all'età di 21 anni entrò nella National School of Fine Arts di Città del Messico.
Avendo mostrato le sue abilità gli venne assegnato un vitalizio dal presidente Porfirio Díaz per studiare pittura in Europa. Qui allargò le sue conoscenze studiando filosofia e legge all'Università di Roma. Nel 1913 dopo il colpo di Stato di Victoriano Huerta tornò in Messico e si unì ai costituzionalisti e si mise al servizio di Venustiano Carranza e fece da tramite tra lui e Emiliano Zapata.
Murillo era fortemente interessato alla politica tanto che in Italia collaborò col Partito Socialista Italiano e scrisse sull'Avanti. In questo periodo venne battezzato da Leopoldo Lugones "Dr. Atl" (in lingua nahuatl  "acqua").
Nel 1956 il Senato messicano gli conferì la Medaglia d'Onore Belisario Domínguez.

## Opere
- Bordan, Iain and Jane Rendell, eds. (2000).  Intersections: Architectural Histories and Critical Theories. London: Routledge.
- Calderazzo, John (2004). "Rising fire : volcanoes and our inner lives". Guilford, CT: Lyons Press. p61 ff
- Cumberland, Charles (1957). "Dr. Atl and Venustiano Carranza." The Americas. 13.
- Espejo, Beatriz (1994). "Dr. Atl: El paisaje como pasion". Coyoacán, Mexico: Fondo Editorial de la Plastica Mexica.
- (1964). "Gerardo Murillo, Mexican Artist, 89." New York Times. August 16.
- Helm, Mckinley (1989). Modern Mexican Painters. New York: Harper Brothers.
- Patterson, Robert (1964). "An Art in Revolution: Antecedents of Mexican Mural Painting, 1900-1920." Journal of Inter-American Studies. 6.
- Pilcher, Jeffrey (2003). The Human Tradition in Mexico. Wilmington: Scholarly Resources.